# Freguesia de São Lourenço (Macau)
A Freguesia de São Lourenço é uma das sete freguesias de Macau e localiza-se no sudoeste da Península de Macau.
Ela não tem quaisquer poderes administrativos, sendo reconhecido pelo Governo como uma mera divisão regional e simbólica de Macau. 
Possui uma área de 1.0 km², correspondendo a 10,75% da área da Península (aproximadamente com 9.3 km²), e uma população com cerca de 42,8 mil habitantes. Possui uma densidade populacional de 47,6 mil por quilómetro quadrado. 
Esta freguesia está rodeada de água excepto no norte, onde faz fronteira com a Freguesia da Sé. A Colina da Penha, onde estão localizados a Ermida da Penha e o Paço Episcopal, e a Colina da Barra estão localizados ao Sul desta freguesia. No sopé destas duas colinas reside uma área luxuosa de vivendas e o Palácio de Santa Sancha (a residência dos antigos governadores portugueses de Macau). A maioria dos edifícios que albergam os serviços públicos e administrativos da RAEM localizam-se também nesta freguesia.

## Edifícios e locais famosos que se encontram na Freguesia de São Lourenço
- Templo de A-Má
- Palácio de Sta. Sancha
- Avenida da República
- Palácio do Governador (Sede do Governo da RAEM)
- Edf. do Leal Senado
- Igreja de S. Lourenço
- Igreja de St. Agostinho
- Igreja e Seminário de S. José
- Ermida da Penha
- Quartel dos Mouros
- Casa do Mandarim
- Teatro D. Pedro V
- Biblioteca Sir Robert Ho Tung
- Largo da Barra
- Largo do Lilau
- Largo de St. Agostinho